# مدن لندن ووستمنستر (دائرة انتخابية في المملكة المتحدة)
مدن لندن ووستمنستر  (بالإنجليزية: Cities of London and Westminster)‏ هي إحدى الدوائر الانتخابية في المملكة المتحدة الممثلة في مجلس العموم في برلمان المملكة المتحدة.
عضو البرلمان الذي يمثلها حالياً هو :مارك فيلد من حزب المحافظين.